# Un pla brillant
Un pla brillant (títol original en anglès, Flawless) és una pel·lícula de robatoris britànica del 2007 dirigida per Michael Radford, escrita per Edward Anderson i protagonitzada per Michael Caine i Demi Moore. Es va estrenar l'11 de febrer de 2007 a Alemanya i en una selecció de cinemes dels Estats Units el 28 de març de 2008. S'ha doblat al català.